# Conorhinopsylla
Conorhinopsylla är ett släkte av loppor. Conorhinopsylla ingår i familjen mullvadsloppor.
Kladogram enligt Catalogue of Life:
| Conorhinopsylla | \| \| Conorhinopsylla nidicola \| \| \| \| \| \| Conorhinopsylla stanfordi \| \| \| \| |
|                 | \| \| Conorhinopsylla nidicola \| \| \| \| \| \| Conorhinopsylla stanfordi \| \| \| \| |
|                 | Conorhinopsylla nidicola                                                               |
|                 |                                                                                        |
|                 | Conorhinopsylla stanfordi                                                              |
|                 |                                                                                        |